# Begonia arnottiana
Espèce
Synonymes
- Diploclinium arnottianum Wight[1] [2]

Begonia arnottiana est une espèce de plantes de la famille des Begoniaceae. Ce bégonia est originaire de l'Inde. L'espèce fait partie de la section Diploclinium. Elle a été décrite en 1815 sous le basionyme de Diploclinium arnottianum par Robert Wight (1796-1872) puis recombinée dans le genre Begonia en 1864 par Alphonse Pyrame de Candolle (1806-1893). L'épithète spécifique arnottiana signifie « de Arnott », en hommage au botaniste écossais George Arnott Walker Arnott (1799-1868) qui assiste Wight lors de la rédaction de ses ouvrages sur la flore indienne.

## Répartition géographique
Cette espèce est originaire du pays suivant : Inde.